# Nokia Lumia 610
O Nokia Lumia 610 é um smartphone equipado com o sistema operacional Windows Phone 7.8. Foi anunciado na Mobile World Congress de 2012. O aparelho foi desenvolvido para atender o público jovem que visa comprar seu primeiro smartphone.